# 우디섬

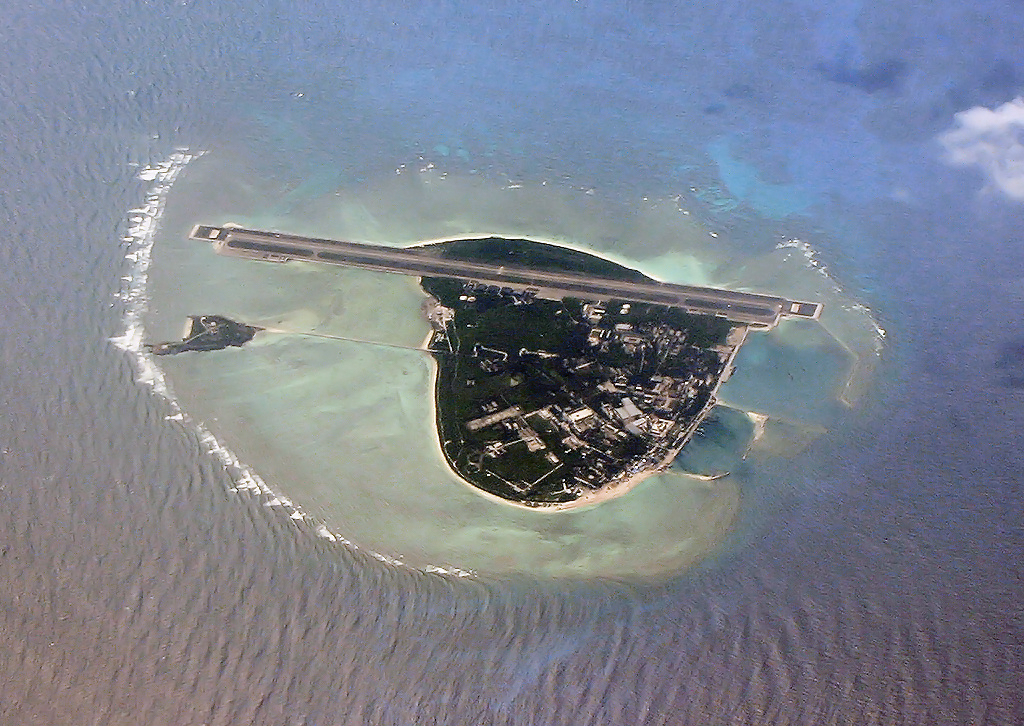
하늘에서 내려다 본 우디섬

우디섬(영어: Woody Island)은 남중국해 파라셀 제도에 있는 섬으로 면적은 2.1km2, 길이는 1.850km, 너비는 1.160km이다.
1974년 이후부터 중화인민공화국(중국)의 실효지배 상태에 있으며 중국측 행정 구역상으로는 하이난성 싼사시에 속한다. 대만과 베트남이 영유권을 주장하고 있다. 중국과 대만에서는 융싱섬(중국어 간체자: 永兴岛, 정체자: 永興島, 병음: Yǒngxīng Dǎo 융싱다오[*])이라 부르며 베트남에서는 풀럼섬(베트남어: Đảo Phú Lâm 다오 풀럼[*])이라 부른다.
2014년 기준으로 주민 1,443명이 거주하고 있으며 중국 인민해방군과 중국 인민무장경찰부대 대원, 하이난 성 싼사 시에서 근무하는 공무원 등이 거주한다. 섬 안에는 활주로 길이가 2,350m에 달하는 융싱섬 공항이 있다.

## 같이 보기
- 파라셀 제도